# Encarna Sant-Celoni

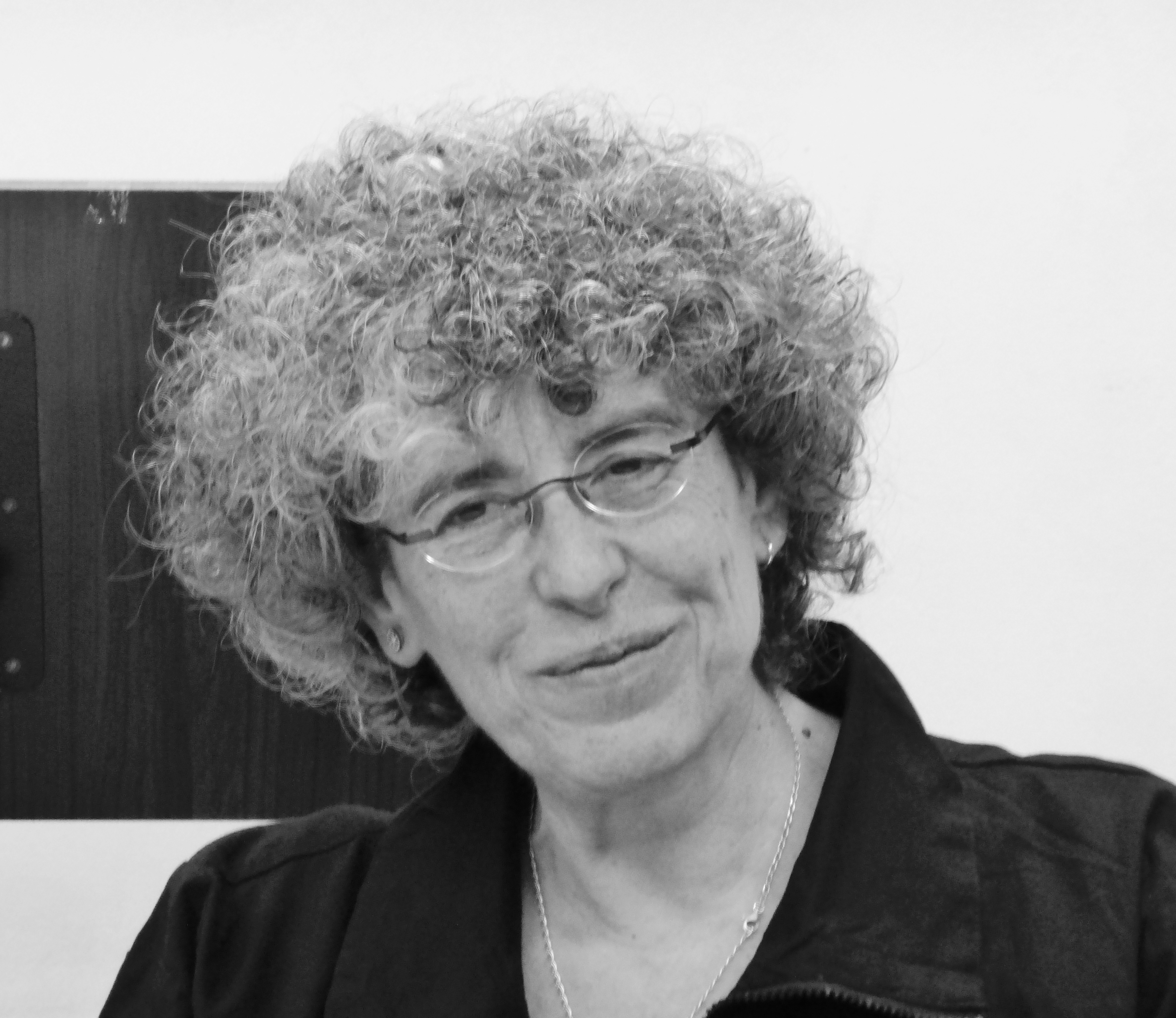

Encarna Sant-Celoni Verger (Tavernes de la Valldigna, 1 de agosto de 1959) es una escritora y traductora española. 

## Biografía
En 1983 ganó el premio Ciutat de Cullera, con Dotze contes i una nota necrològica, y en 1985 el premio Joanot Martorell de Gandia, con la novela Siamangorina. Es miembro de la AELC y ha traducido, entre otros, Els mil i un quarts d'hora, de Thomas-Simon Gueullette (editorial Moll, 2008), y Ifis i Iante, d'Isaac de Benserade (adesiara editorial, 2024), y cotraducido del danés la antología Digte-POEMES, de Tove Ditlevsen (Alfons el Magnànim, 1995), con Anne Marie Dinesen; del árabe, las casidas que integran el libro Perles de la nit. Poetes andalusines, con Margarida Castells (Adesiara editorial, 2013), y del inglés, los Vint-i-un poemes d'amor, de Adrienne Rich (PUV, Universitat de València, 2019)
En 2004 obtuvo el premio Villa de Puçol y en 2008 publicó la antología Eròtiques i despentinades. Un recorregut de cent anys per la poesia catalana amb veu de dona, con ilustraciones de Maria Montes (Arola Editors). También es coautora de dos libros de lengua: Reciclatge (1992) y Accent greu (2000), y, además de colaborar en varias revistas y publicaciones, ha participado en muchos homenajes y libros colectivos, sobre todo de poesía. Y es opinadora del diario digital LaVeuPV.

## Obra
Novela
- Siamangorina. Ajuntament de Gandia. Gandia, 1986
- Al cor, la quimereta. Tabarca llibres. València, 2003 i 2009
- Milonga de tardor. Òmicron. Badalona, 2014
- Vestals de Roma. Pagès. Lleida, 2018

Poesía
- Sénia de petits vicis. La Forest d'Arana. València, 1989
- Arran de pantomima. Amós Belinchon. València, 1991
- Dèria i fal·lera. La Forest d'Arana. València, 1996
- Sediments d'albaïna i maregassa. Brosquil Edicions. València, 2002

Narrativa
- Dotze contes i una nota necrològica. El Cingle. València,1985
- Guarda't dels jocs del destí. Brosquil Edicions. València, 2005